# Ciclo solar 25

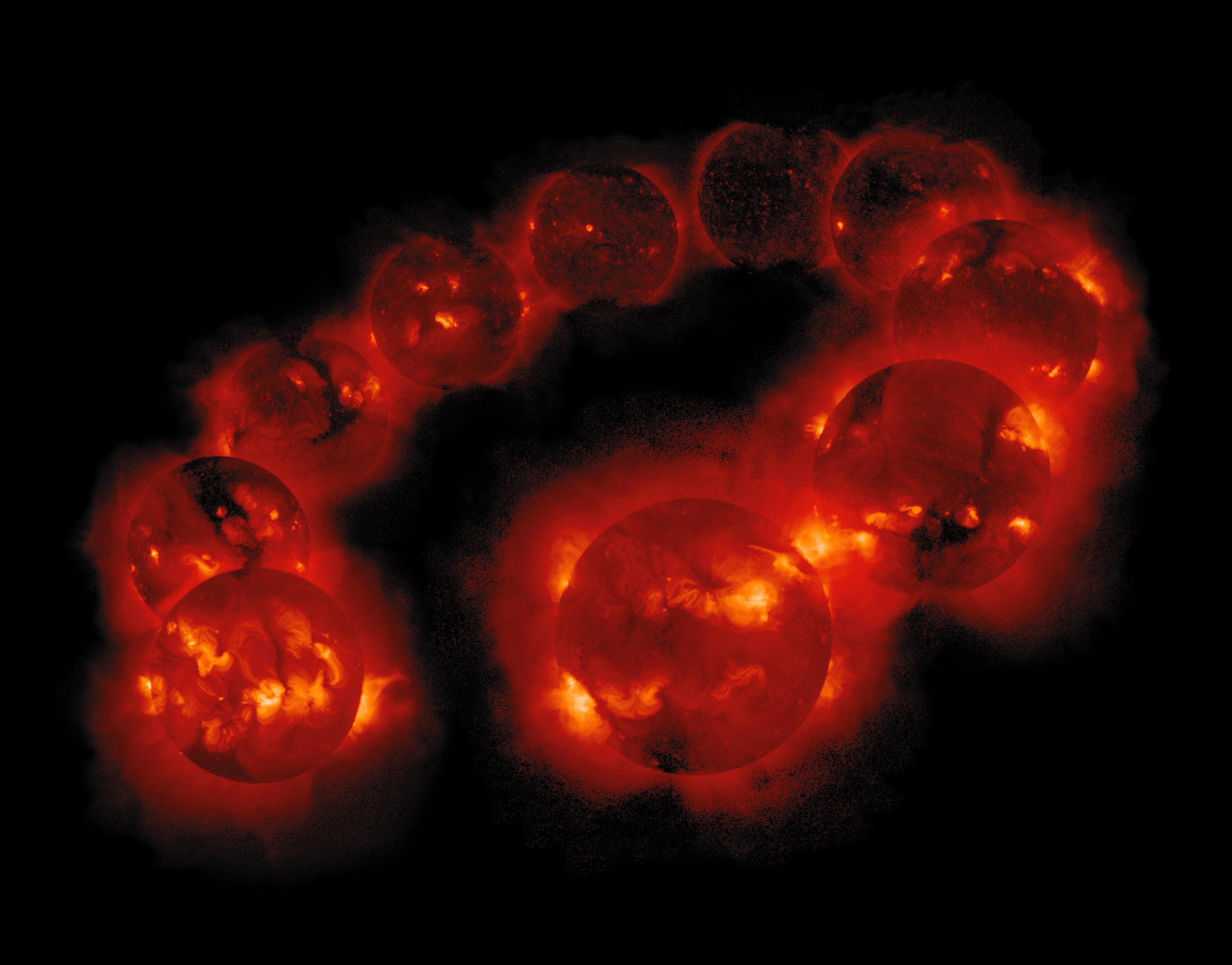
Montagem representando um ciclo solar

O ciclo solar 25 é o ciclo solar atual, o 25º desde 1755, quando começou o registro extensivo da atividade das mancha solares. o Ciclo Solar 25 teve início em dezembro de 2019 com um número de manchas solares suavizadas de 1,8. Espera-se que continue até cerca de 2030.